# 川内発電所
川内発電所（せんだいはつでんしょ）は鹿児島県薩摩川内市港町字唐山6110-1（現：サーキュラーパーク一丁目）にあった九州電力の石油火力発電所。

## 概要
1974年7月に1号機が、1985年9月に2号機が営業運転を開始した。
2号機はDSS(Daily Start and Stop)方式を採用し、電力需要の少ない夜間に停止する。当初は環境規制からLPGが燃料に使用されていたが、供給不安定から1991年に使用が中止された。2004年10月にはLPG設備の廃止に伴い公害防止協定が改定され、重油使用とされている。
同じ市内にある川内原子力発電所と区別する為に、「川内火力発電所」または「川内火力」のように呼ばれることがあるが、正式名称は「川内発電所」である。
大霧発電所、山川発電所を遠隔運転・監視し、甑島風力発電所、野間岬ウインドパーク発電所の運転状況も監視していた。
2011年の東日本大震災後には日本全国の原子力発電所が停止され、その期間は火力発電所としてフル稼働で対応した。
施設の老朽化が進み、2016年に液化天然ガス（LNG）を燃料とする新大分発電所が運転を開始するなど代替の電力量を確保する体制が整えられた。
2018年度から1,2号機とも計画停止。
2022年（令和4年）4月1日で廃止された。

## 発電設備
- 総出力：100万kW[3]

1号機
定格出力：50万kW
使用燃料：重油
営業運転開始：1974年7月2日
2号機
定格出力：50万kW
使用燃料：重油
営業運転開始：1985年9月27日

## 川内原子力発電所との関係
川内発電所は、川内原子力発電所と川内川をはさんだ向かい側に建っている。さらに、川内発電所は、川内原子力発電所とほぼ同時期に建設されている。これは、川内発電所に対する漁業補償協定を、川内原子力発電所も含むものとするためであったのではないかという疑惑が持たれている。

## 廃止後の跡地
2022年4月に廃止された後、同年7月26日に跡地に廃棄物の再資源化や技術研究に取り組む「サーキュラーパーク九州」を整備することが発表された。同日、九州電力、薩摩川内市、早稲田大学、ナカダイホールディングス、鹿児島銀行が連携協定を結んだ。